# Gare de Limay
La gare de Limay est une gare ferroviaire française de la ligne de Paris-Saint-Lazare à Mantes-Station par Conflans-Sainte-Honorine, située dans la commune de Limay (département des Yvelines).
C'est une gare SNCF desservie par les trains du réseau Transilien Saint-Lazare (ligne J).

## Situation ferroviaire
La gare est située au point kilométrique 54,163 de la ligne de Paris-Saint-Lazare à Mantes-Station par Conflans-Sainte-Honorine. Elle est établie à 28 m d'altitude.

## Histoire
La gare est située sur la partie de la ligne de Paris-Saint-Lazare à Mantes-Station par Conflans-Sainte-Honorine ouverte le 1er juin 1892. La ligne fut ensuite électrifiée de bout-en-bout en 25 kV - 50Hz le 27 mars 1967.
Depuis 2004, c'est le Transilien J qui dessert la gare depuis Paris Saint-Lazare et vers Mantes-la-Jolie. Depuis le 20 février 2019, ce sont des Z 50000 qui assurent la circulation.

## La gare

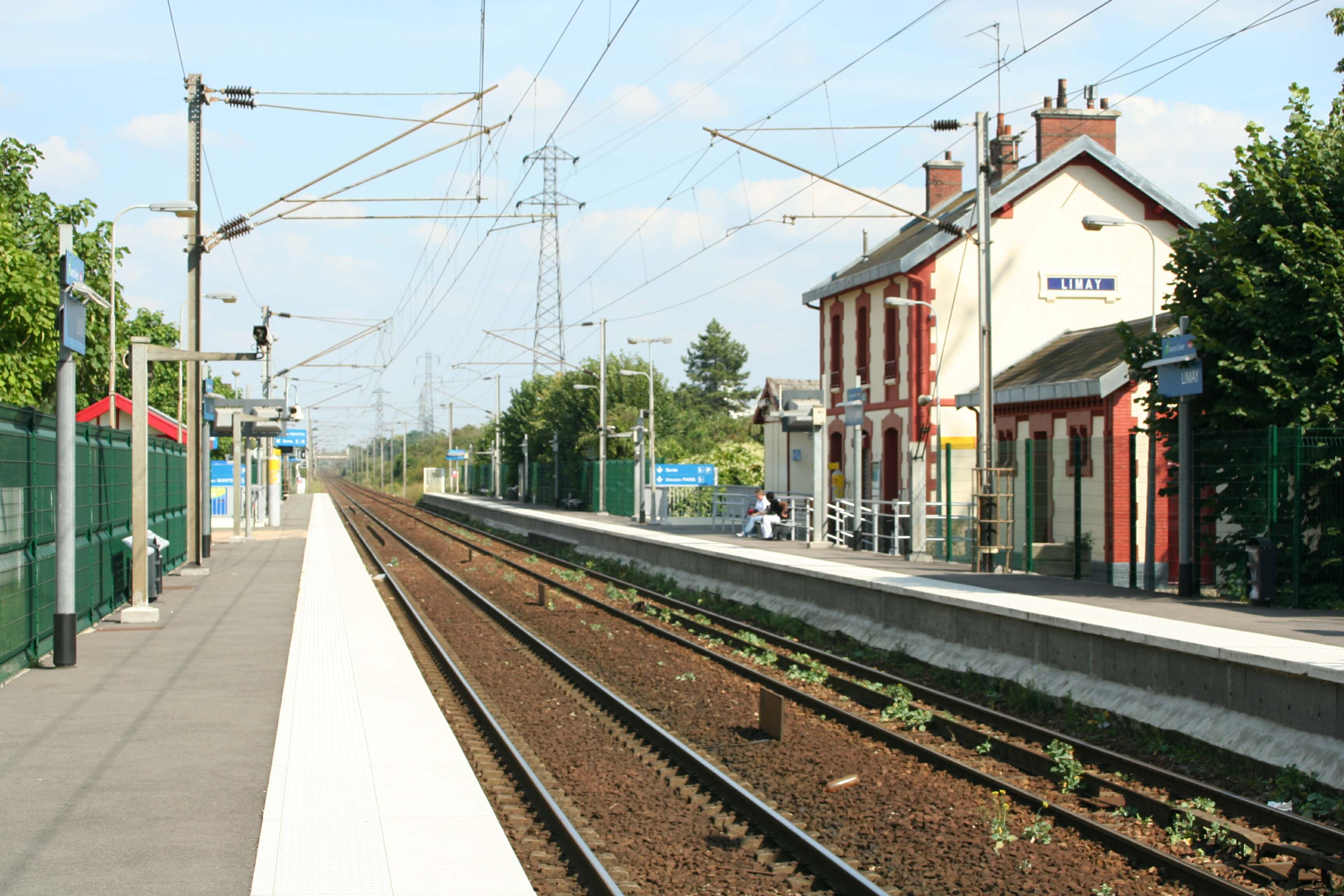
Les quais

La gare est desservie par les trains de la ligne J du Transilien du réseau de Paris-Saint-Lazare.

## Fréquentation
De 2105 à 2023, les estimations de la SNCF sont les suivantes :
| Année         | 2015    | 2016    | 2017    | 2018    | 2019    | 2020    | 2021    | 2022    | 2023    |
| ------------- | ------- | ------- | ------- | ------- | ------- | ------- | ------- | ------- | ------- |
| Fréquentation | 532 193 | 544 316 | 592 489 | 630 158 | 671 707 | 359 551 | 756 757 | 810 884 | 823 705 |

## Correspondances
La gare est desservie par les lignes 18, 87 et Ligne L du réseau de bus du Mantois.